# 水中溶接

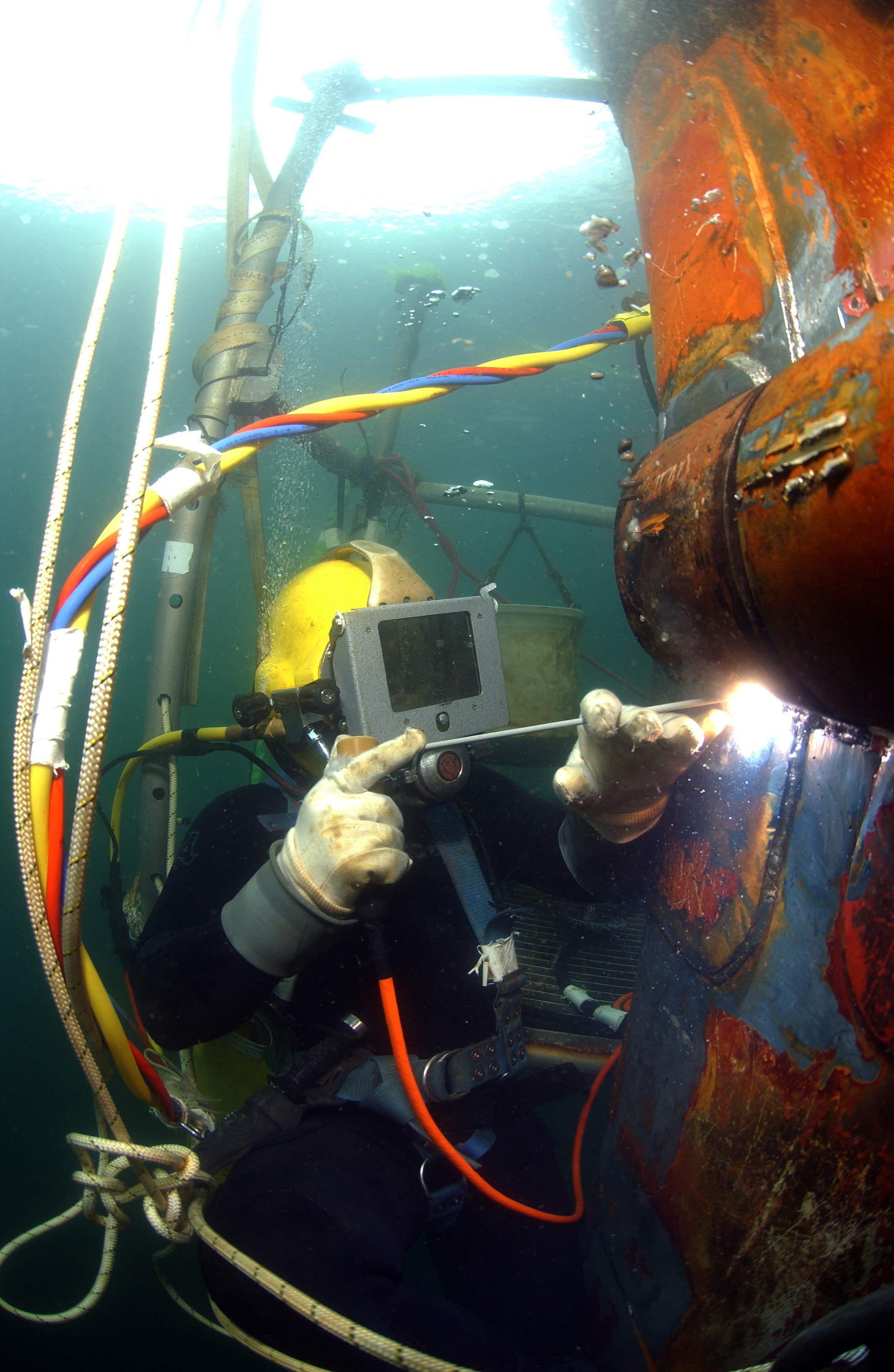
水中溶接の様子

水中溶接（すいちゅうようせつ、英語: Underwater welding）は水中で行う溶接法である。

## 特徴
水中溶接は波力発電プラント、海上空港、メガフロートなど）の大型浮体構造物や海底パイプラインなどの建造、保守に欠かせない技術である。
一般的に水中は暗く視界が良くない。溶接時のスパッタやスラグが水を濁らせ気泡を発生させ、気泡の表面でアークの光が乱反射されるため作業中はさらに視認性が悪くなる。その特性からボイラー溶接や高圧溶接、高所溶接に匹敵する高度な熟練技術を要する。

## 水中溶接の種類
湿式法と乾式法に分けられ、乾式法はさらに大気圧法と高圧法がある。
湿式溶接法
防水被覆した溶接棒を使用し、ダイビング器具を着用し直接潜って溶接（被覆アーク溶接）する。経済的であるが作業者の安全性に大きく問題がある。
乾式溶接法
溶接箇所を容器で完全に覆い、その中に気体を満たし気中で溶接する。地上と殆ど同じ条件での溶接が可能になり、歪み、ひび割れの原因となる急速冷却も必要としない。しかしコスト面や作業の安定性に欠ける。
大気圧下溶接
船から大型容器（囲い堰）を吊り降ろし溶接箇所を囲んで内部の水を排除する。水深に関係なく大気中と同一に制御される。作業者はダイビング装備を必要としない。しかし水圧に耐えられる十分な強度の容器が必要とされ、作業者の危険度は高い。単純な構造物にしか適用できないなどの欠点もある。
高圧下溶接
船から釣鐘状の容器（チャンバー）を降下し、水を排除した上でその水深に相当する高圧ガス雰囲気の下で溶接を行う。この溶接はさらにハビタット溶接（Habitat welding）とドライチャンバ（Dry chamber welding）に分類される。